# 置塩章
置塩 章（おしお あきら、 1881年（明治14年）2月6日 - 1968年（昭和43年）10月20日）は、大正から昭和初期に関西で活躍した建築家である。公共建築物を多く手がけ、ネオ・ゴシック様式を好んだ。

## 経歴

兵庫県庁在職時の1921年にデザインした兵庫県徽章

1881年（明治14年）に、置塩藤四郎の長男として静岡県志太郡島田町（現・島田市）に生まれる。静岡県静岡尋常中学校から、第三高等学校 (旧制)へ進んだ。中学時代は野球部（現在の静岡高校野球部）に所属し、ピッチャーを務めた。
1910年（明治43年）に東京帝国大学工科大学造家学科（建築学科）を卒業、陸軍技師として陸軍省に入る。第四師団（大阪市）経理部に配属となり、第四師団管轄下の営繕全てにたずさわる。その後、1916年（大正5年）に大阪砲兵工廠の勤務となる。1920年（大正9年）都市計画法施行に伴い、技師増強のため兵庫県庁に移り、都市計画地方委員会技師、内務部営繕課長等を歴任。兵庫県徽章のデザインを行った他、県会議事堂、警察署、学校など多くの施設の設計を指導した。1921年（大正10年）に欧米各国を視察した。
1928年（昭和3年）に兵庫県庁を依願退職し、置塩章建築事務所を開設、神戸を拠点に、全国からの設計依頼に応えた。また、神戸高等工業学校（現・神戸大学工学部）の講師も務めた。
1952年（昭和27年）3月から1955年（昭和30年）6月まで兵庫県建築士会の初代会長を務めた。また、兵庫県建築会会長、日本建築士連合会理事、兵庫県文化財審議会委員、都市計画兵庫地方審議会委員なども歴任した。1952年（昭和27年）兵庫県文化賞、兵庫県建築功労者賞、1958年（昭和33年）藍綬褒章を受章。

## 家族
- 父・置塩藤四郎（棠園） ‐ 静岡県周智郡長、伊勢神宮神官。名は維裕、字は季余、藤四郎は通称。川田甕江の門人。妻の姪婿に内田魯庵。[5][6][7]
- 叔母・きこ ‐ 気賀銀行取締役・気賀鷹四郎 (1856年生)の妻。気賀家は浜松の産業化に寄与した気賀村の素封家で、一族には藺草売りで成功し、静岡県初の国立銀行である第二十八国立銀行の副頭取も務めた気賀林（1810年生）、帝国製帽2代目社長の気賀賀士治（1867年生）、西遠銀行頭取・気賀敬太郎、その養子の気賀勘重などがいる。[5][8][9][10][11]
- 妹・とさ ‐ 気賀太郎（鷹四郎の二男）の妻。[5]
- 長男・光 ‐ 建築家。日本大学卒。海軍技師を経て父親の事務所を継承。[12]
- 長女・いすず ‐ 田中耕太郎 (海軍軍人)の長男・一穂の妻。[13]
- 二女・いく ‐ 野田忠二郎の妻。大阪府女子専門学校 (旧制)卒。[14]

## 主な作品
建築物名欄の( )は現在の名称。所在地は現在のもの。現況欄の○は現存、✕は現存せず。
| 建築物名                                                    | 現況 | 年                | 所在地             | 備考                 |
| ----------------------------------------------------------- | ---- | ----------------- | ------------------ | -------------------- |
| 旧大阪砲兵工廠化学分析場                                    | ○    | 1919年 (大正8年)  | 大阪府大阪市中央区 |                      |
| 兵庫県会議事堂                                              | ✕    | 1922年 (大正11年) | 兵庫県神戸市中央区 |                      |
| 旧尼崎警察署                                                | ○    | 1926年 (大正15年) | 兵庫県尼崎市       |                      |
| 兵庫県立第二神戸高等女学校                                  | ✕    | 1927年 (昭和2年)  | 兵庫県神戸市長田区 |                      |
| 旧神戸移住センター (神戸市立海外移住と文化の交流センター)   | ○    | 1928年 (昭和3年)  | 兵庫県神戸市中央区 |                      |
| 旧兵庫県信用組合連合会事務所 (駐神戸大韓民国総領事館)       | ○    | 1929年 (昭和4年)  | 兵庫県神戸市中央区 |                      |
| 旧茨城県庁舎 (茨城県三の丸庁舎)                             | ○    | 1930年 (昭和5年)  | 茨城県水戸市       |                      |
| 旧鳥取県立図書館 (わらべ館)                                 | △    | 1930年 (昭和5年)  | 鳥取県鳥取市       | 取壊し後に外観を復元 |
| 宮崎県庁舎                                                  | ○    | 1932年 (昭和7年)  | 宮崎県宮崎市       | 登録有形文化財       |
| 旧国立生糸検査所 (デザイン・クリエイティブセンター神戸新館) | ○    | 1932年 (昭和7年)  | 兵庫県神戸市中央区 |                      |
| 日本赤十字社静岡病院                                        | ✕    | 1933年 (昭和8年)  | 静岡県静岡市       |                      |
| 旧加古川町公会堂 （加古川市立図書館書庫）                   | ○    | 1935年 (昭和10年) | 兵庫県加古川市     |                      |

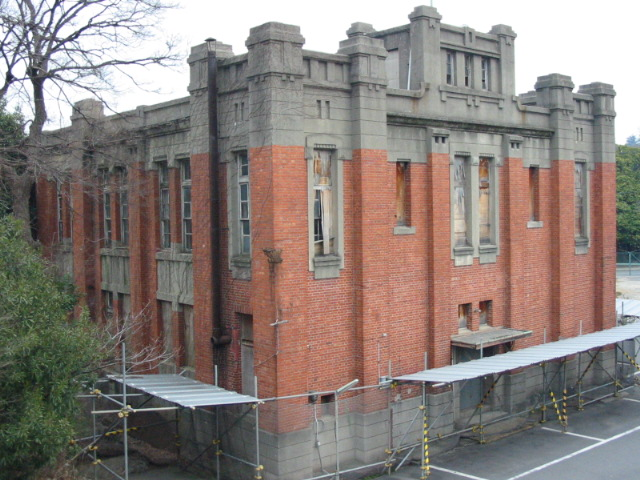
旧大阪砲兵工廠化学分析場
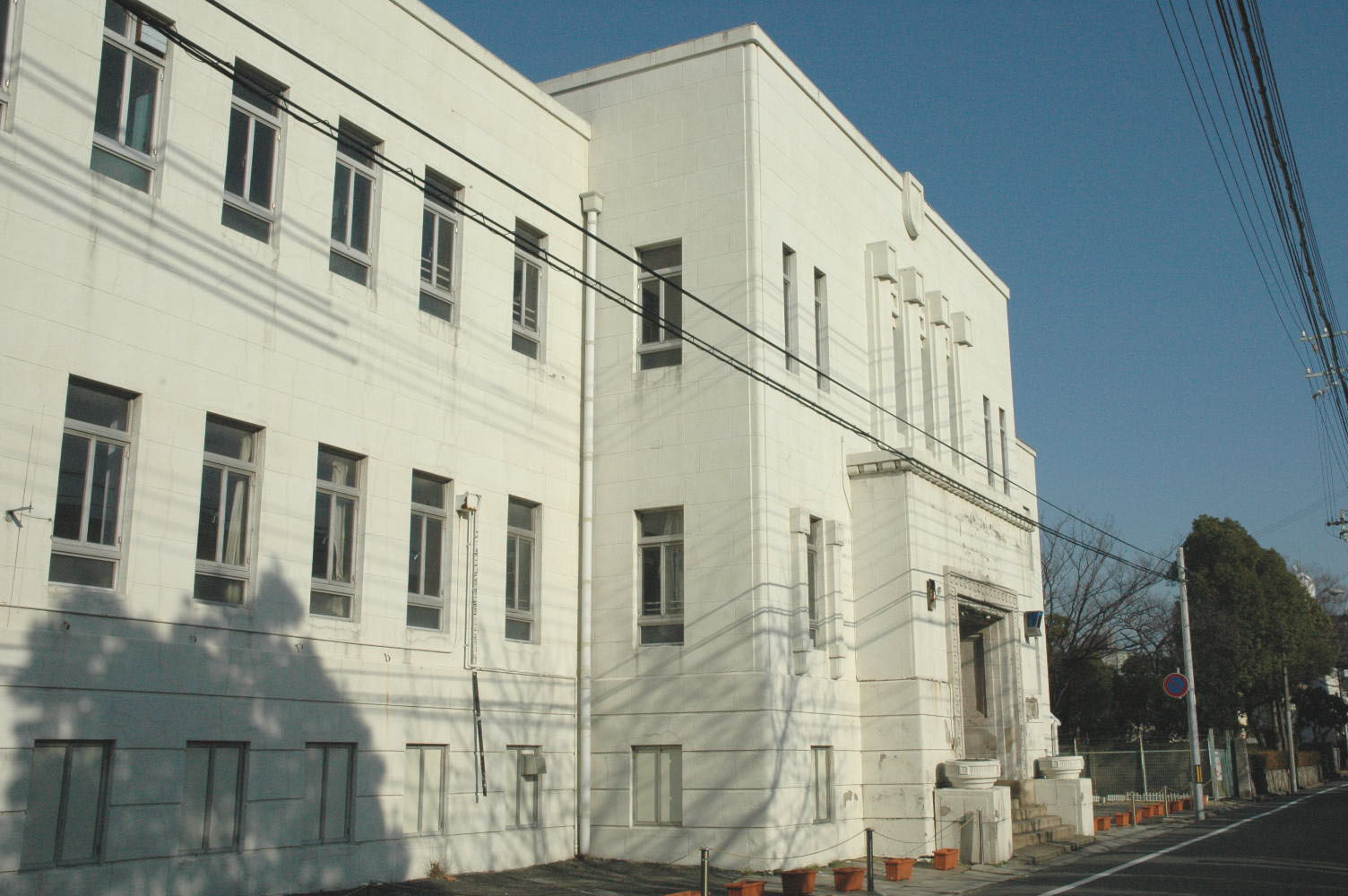
旧尼崎警察署
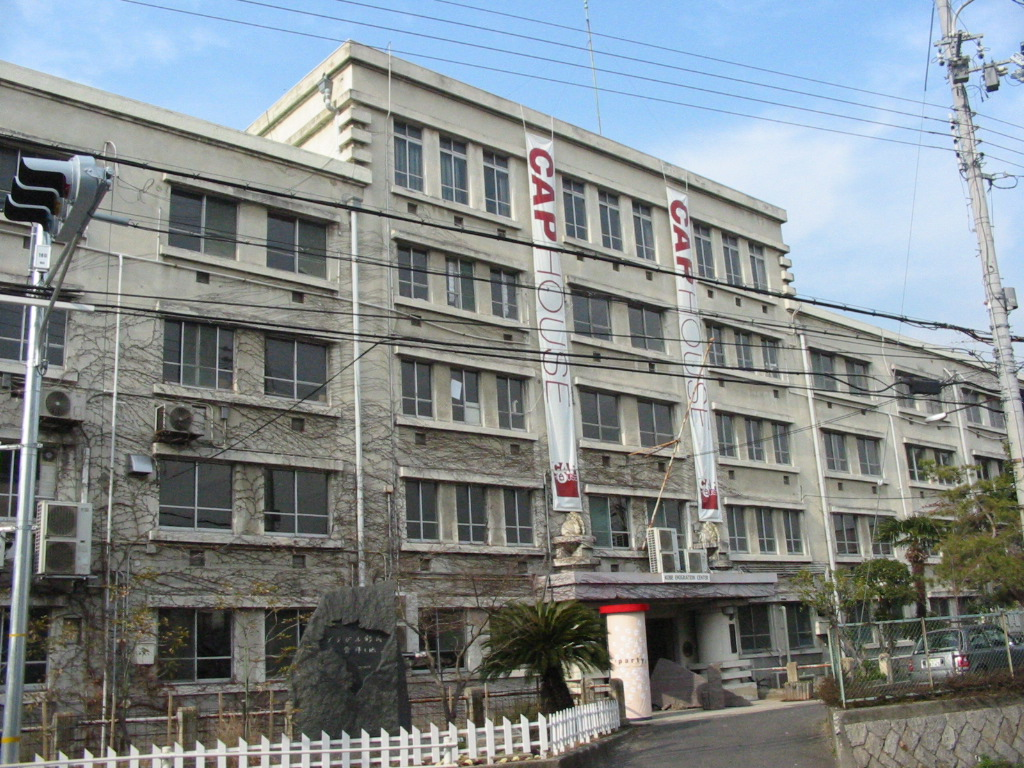
旧神戸移住教養所
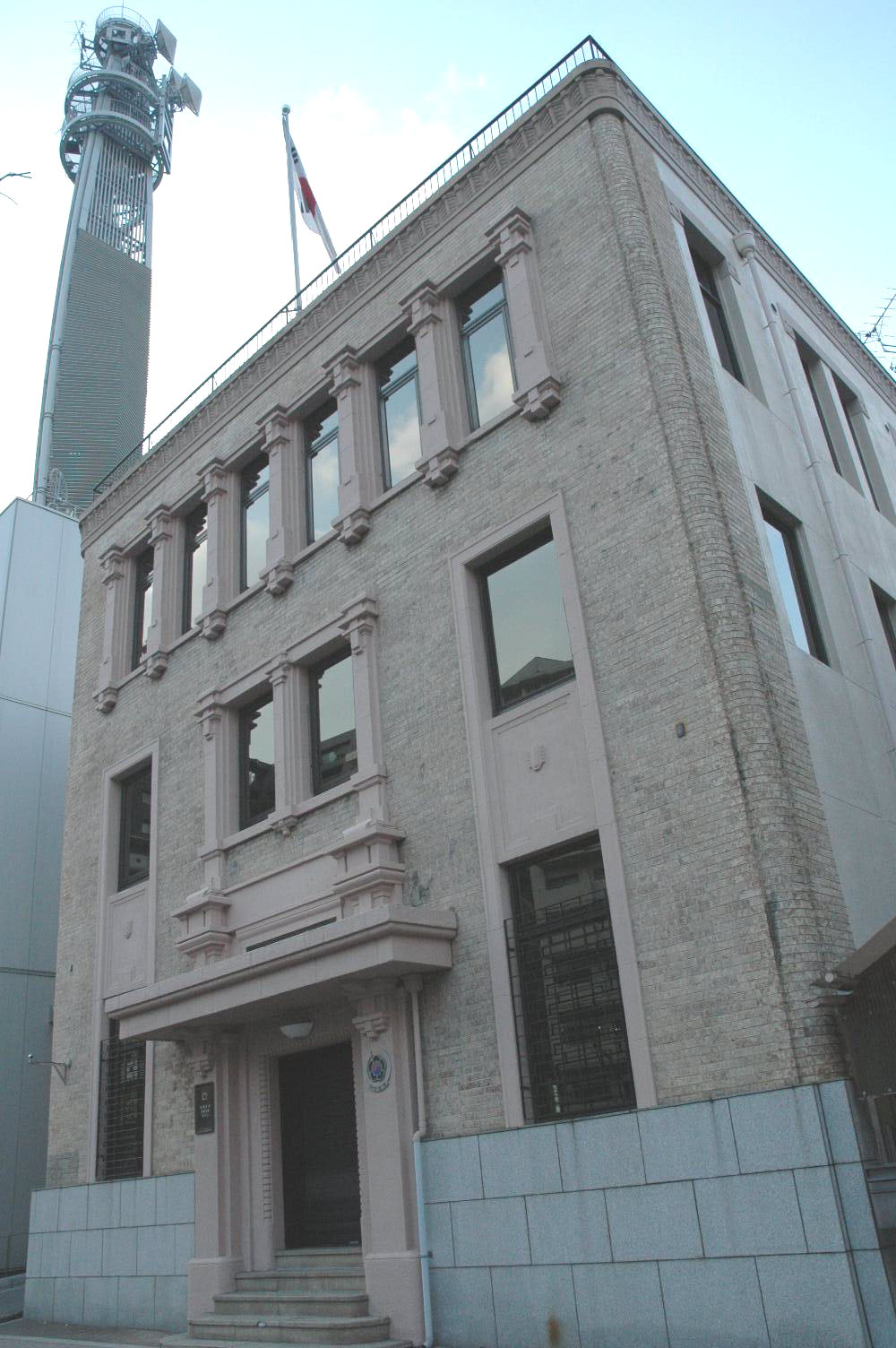
旧兵庫県信用組合連合会事務所
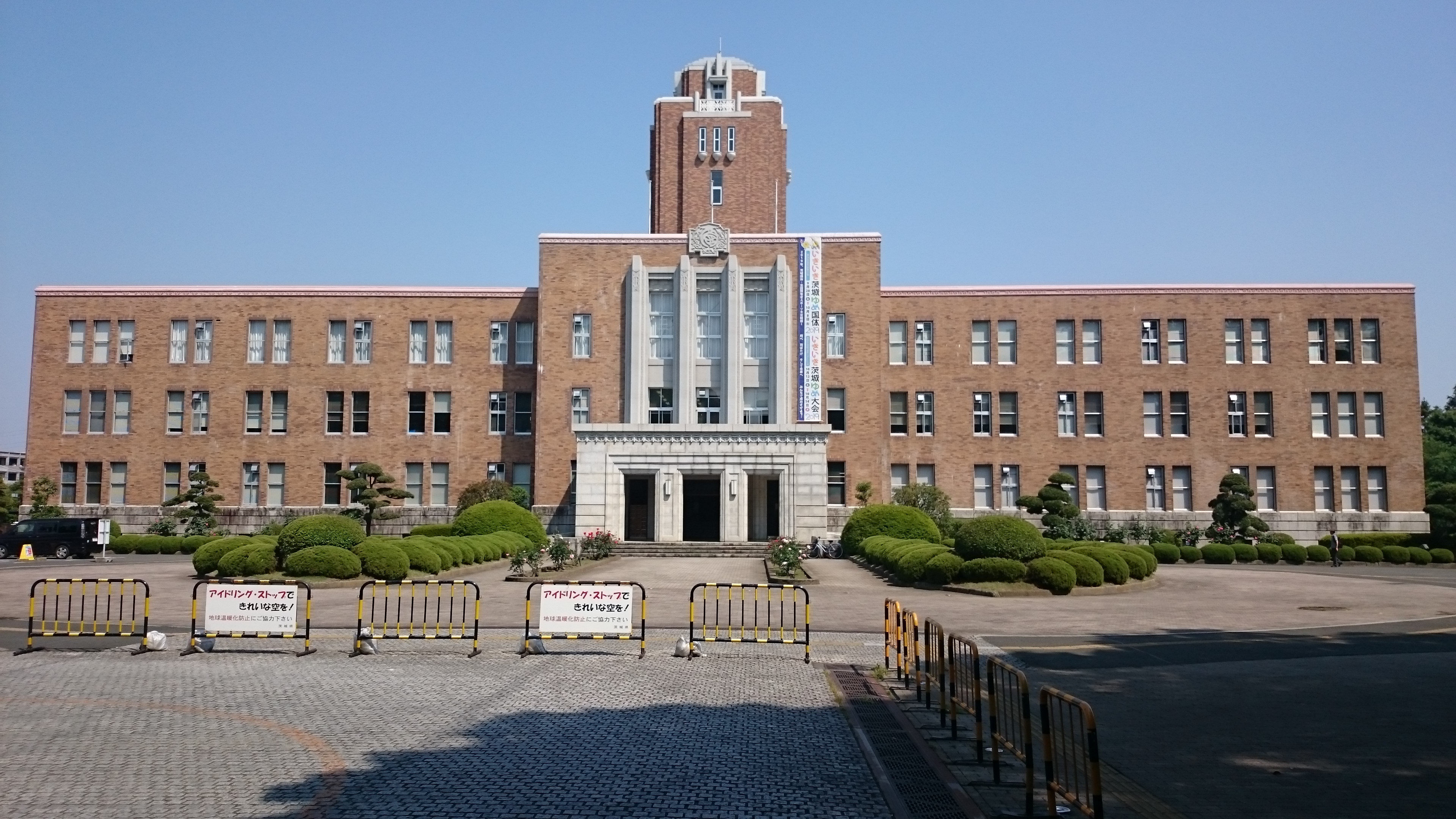
旧茨城県庁舎
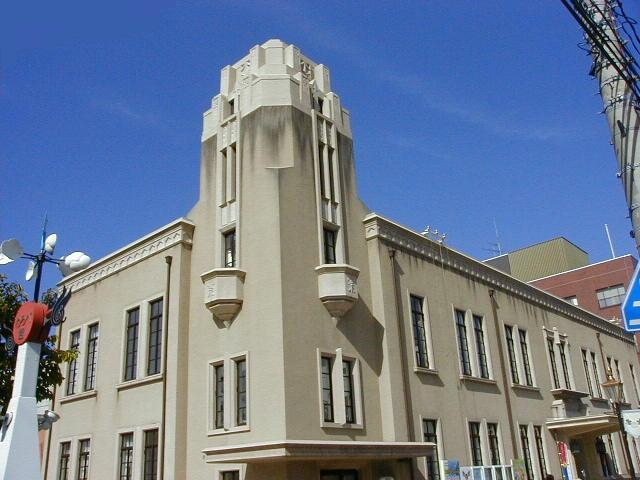
旧鳥取県立図書館
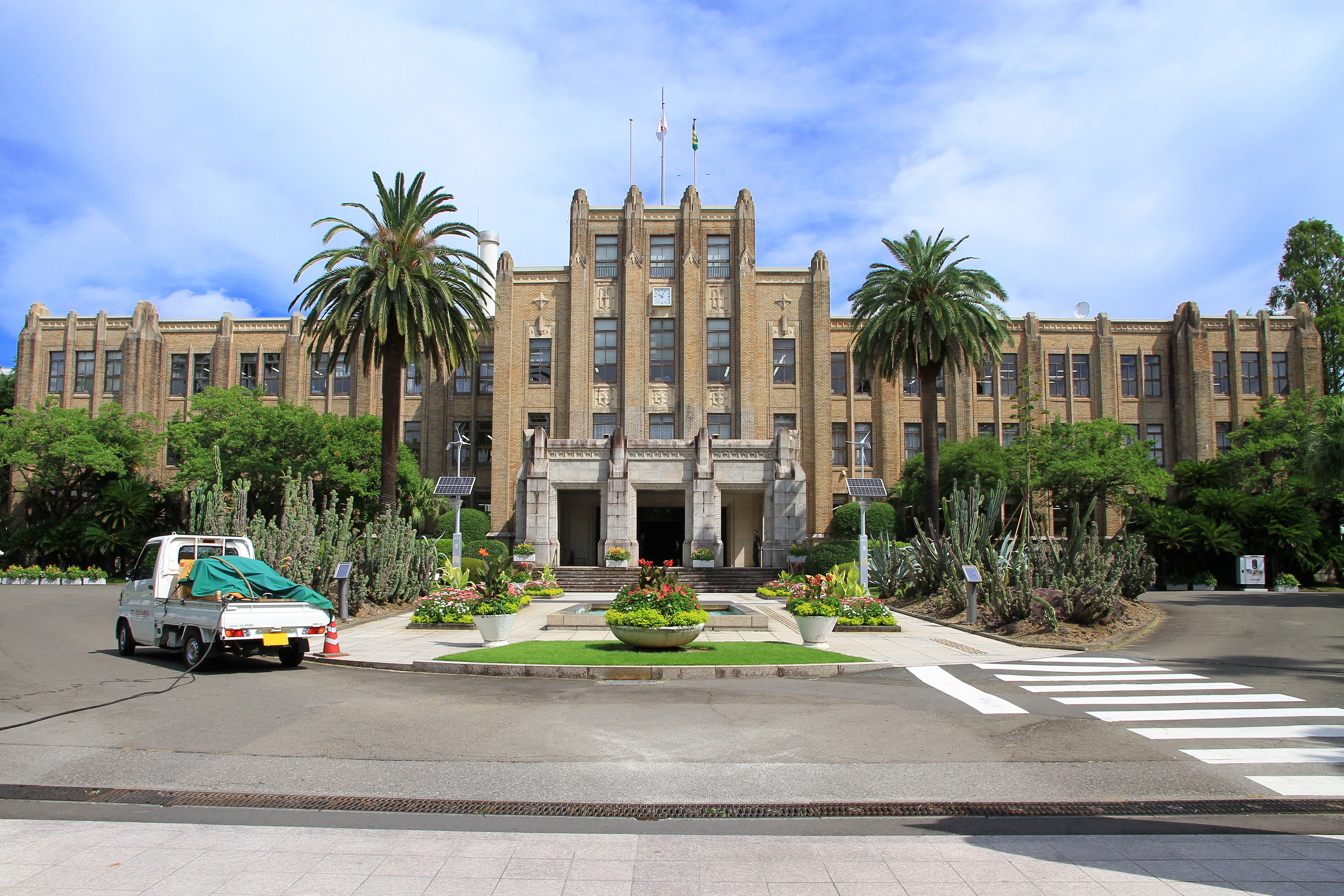
宮崎県庁舎
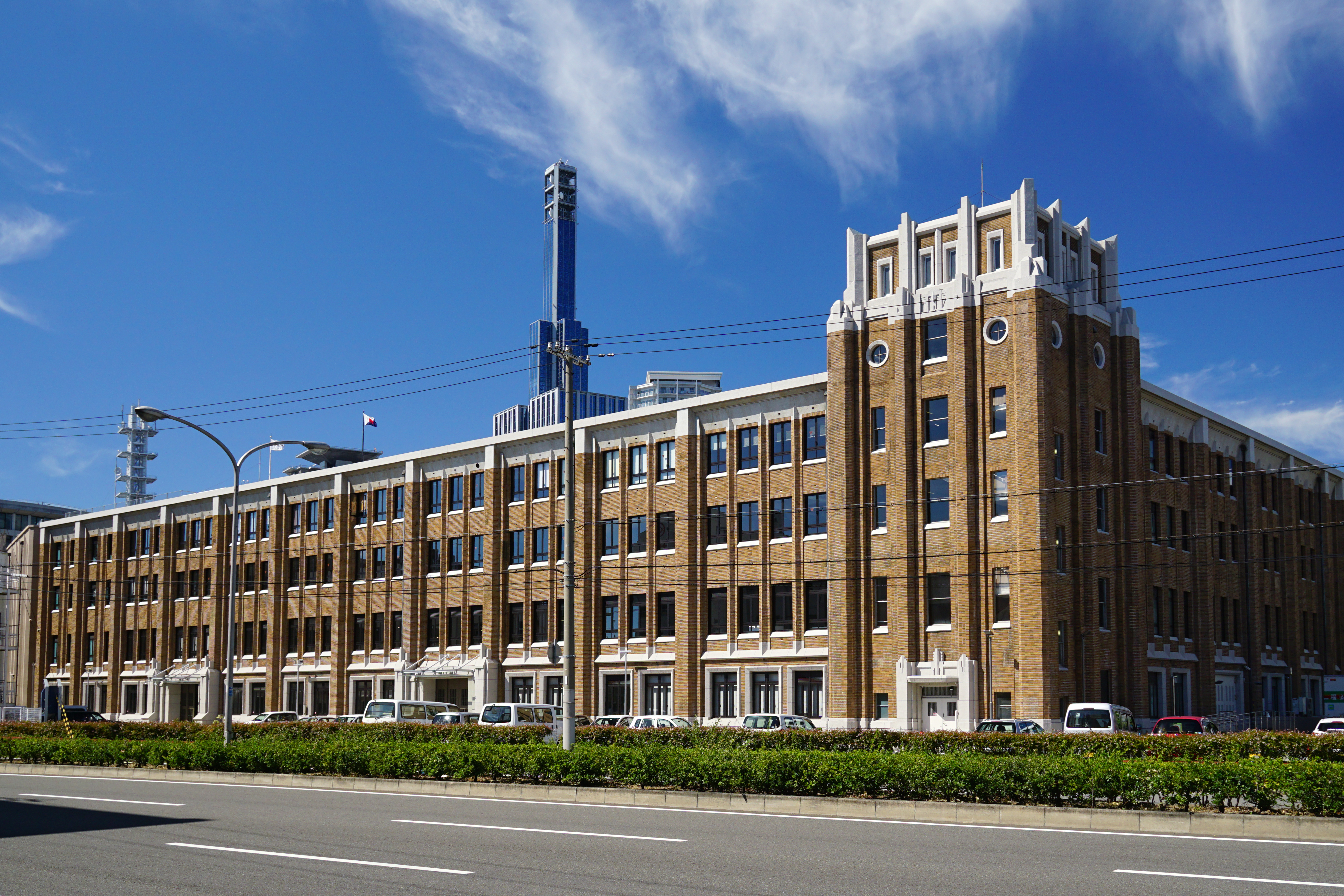
旧国立生糸検査所
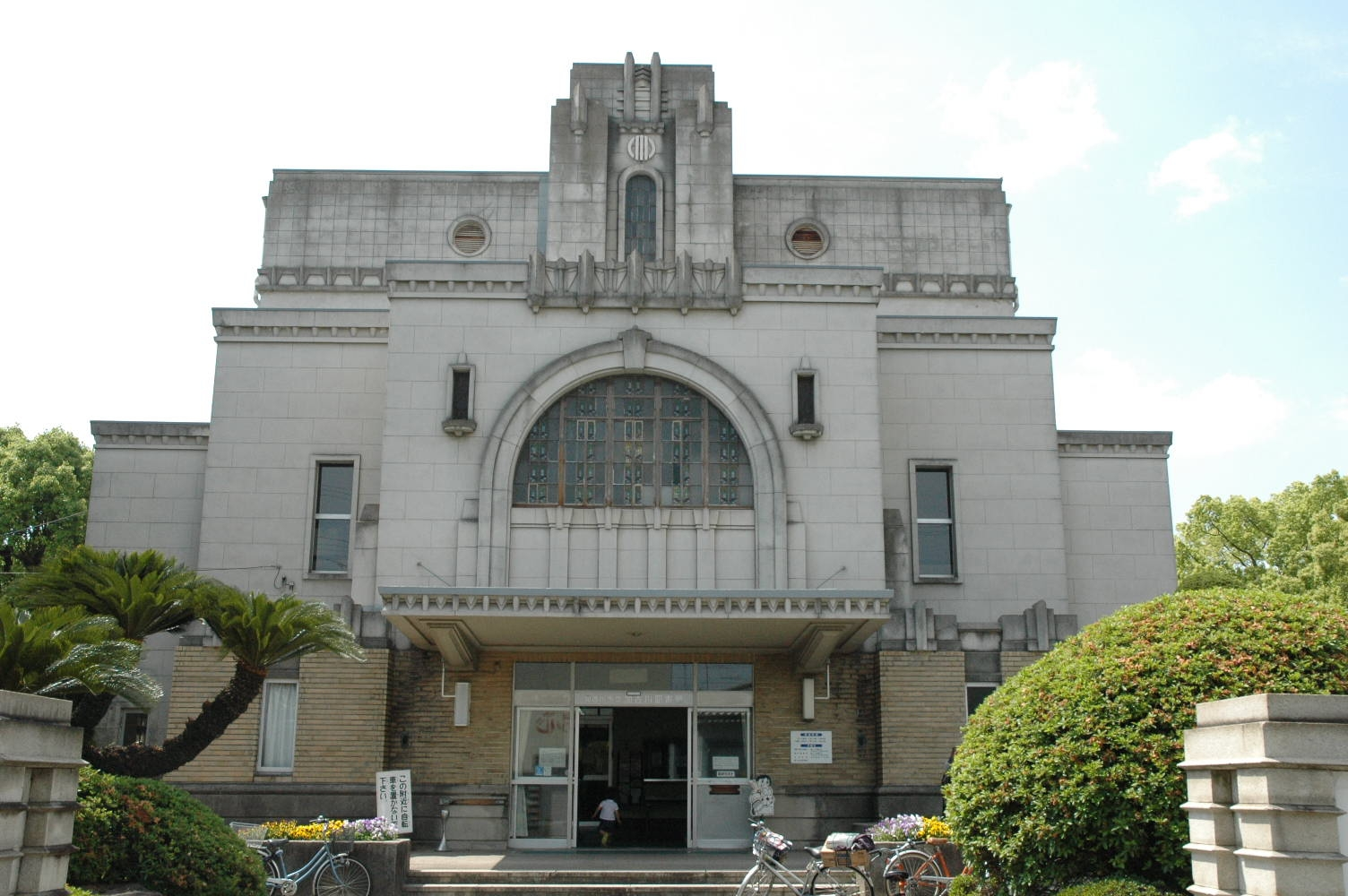
旧加古川市公会堂

## エピソード
置塩は、大の歴史好きであり、興味を寄せていたことの1つに難波宮の所在地の探求がある。
陸軍第四師団技師時代の1913年（大正2年）1月、大阪城外堀南の法円坂に陸軍被服廠倉庫が建設された際に、地下約9尺（約2.7メートル）の地点に古瓦包含層を発見し、蓮華文・重圏文の古瓦を発掘した。この発見に基づき、置塩はこの周辺に難波宮が必ずあるとの確信を持つ。その際、「このまま70の年までは建築家でとおし、そのあと考古学を勉強して、きっとこの瓦にものをいわせてみせる」との思いを抱いたという。
置塩は大阪市民博物館に在籍していた山根徳太郎にそれらの古瓦を見せて識見を求めている。山根はこれに大いに注目したが、発掘場所は陸軍用地のために民間の調査が不可能であったため、正式な学術調査が行われたのは第二次世界大戦後のことであった。1952年から発掘調査が始まり、1961年には難波宮大極殿跡が発見され、置塩の確信が正しいことが証明された。